# 谷郷
谷郷（やごう）は、埼玉県行田市の地名。現行行政地名は谷郷一丁目から三丁目、および大字谷郷。郵便番号は361-0062。

## 地理
秩父鉄道行田市駅の北方、埼玉県行田市の中央部から北部にかけて位置する。行田市栄町・行田市桜町・行田市上池守・行田市和田などに接する。
町域の北部を国道125号行田バイパスが横切り、町域の中心部を埼玉県道199号行田市停車場酒巻線が通っている。戦後から1990年代後半頃まで、埼玉県道199号行田市停車場酒巻線沿いに多くの商店（スーパーマーケット、鮮魚店、八百屋、精肉店、畳屋、自転車店等）が営業していたが、2022年現在はその多くが閉店・廃業している。
谷郷一丁目
谷郷地域の南部に存在する。ほとんどが住宅地である。
谷郷二丁目
谷郷地域の北部に存在する。かつては農地が大半を占めていたが、近年は住宅が増えており、農地は減りつつある。
谷郷三丁目
谷郷地域の西部に存在する。かつては農地が大半を占めていたが、近年は住宅が増えており、農地は減りつつある。
谷郷（大字）
谷郷地域の北部から南西部にかけて存在する。古くからの農業地域であり、水稲の田圃が大半を占める。

### 河川
- 忍川 - 町域の南西部を流れる。
- 酒巻導水路 - 町域の東部を流れる。

## 歴史
1889年（明治22年）3月1日以前より谷郷という地名であったが、「たにのごう」と称した。2022年現在の埼玉県道199号行田市停車場酒巻線を境にした東側が谷郷（長野村）であり、西側は上谷（星河村）などとして存在していたが、1937年（昭和12年）4月1日に両村が忍町に編入したことで、2022年現在とほぼ同じ谷郷地域が成立した。
- 1949年（昭和24年）5月3日 - 行田市として市制施行した際に、2022年現在の谷郷（大字）が成立。
- 1975年（昭和50年）2月1日 - 谷郷（大字）の一部から、谷郷一丁目、二丁目、三丁目が成立し住居表示を実施。

## 世帯数と人口
2017年（平成29年）10月1日現在の世帯数と人口は以下の通りである。
| 丁目・大字 | 世帯数    | 人口    |
| ---------- | --------- | ------- |
| 谷郷一丁目 | 668世帯   | 1,591人 |
| 谷郷二丁目 | 298世帯   | 788人   |
| 谷郷三丁目 | 582世帯   | 1,330人 |
| 大字谷郷   | 489世帯   | 1,339人 |
| 計         | 2,037世帯 | 5,048人 |

## 小・中学校の学区
市立小・中学校に通う場合、学区は以下の通りとなる（旧行田市立中央小学校と旧行田市立星宮小学校が統合し、2022年4月に旧行田市立中央小学校跡に行田市立忍小学校が開校）。
| 大字・丁目 | 番地                                       | 小学校           | 中学校             |
| ---------- | ------------------------------------------ | ---------------- | ------------------ |
| 谷郷       | 280〜503番地 1499〜1511番地 1597〜1616番地 | 行田市立忍小学校 | 行田市立忍中学校   |
| 谷郷       | その他                                     | 行田市立北小学校 | 行田市立長野中学校 |
| 谷郷一丁目 | 全域                                       | 行田市立北小学校 | 行田市立長野中学校 |
| 谷郷二丁目 | 全域                                       | 行田市立北小学校 | 行田市立長野中学校 |
| 谷郷三丁目 | 全域                                       | 行田市立北小学校 | 行田市立長野中学校 |

## 交通
町域内に鉄道は敷設されていないが、近隣に行田市駅が存在する。バスは行田市内循環バス（北東循環、北西循環）が走っており、町域内に複数のバス停が存在する。

### 道路
- 国道125号行田バイパス
- 埼玉県道199号行田市停車場酒巻線
- 埼玉県道303号弥藤吾行田線

## 施設等
谷郷一丁目
- 宝積寺
- 行田谷郷郵便局
- 新東会館

谷郷二丁目
- やごう幼稚園

谷郷三丁目
- 小橋団地
- 小橋集会所
- かすが緑道

谷郷（大字）
- 行田市総合公園（一部）
  - 行田市総合体育館（一部）
- 国道125号行田バイパス
- JAほくさい行田中部支店
- 行田市星河公民館
- 一谷郷会館
- 春日神社
- 御岳神社